# شهرستان هویدونگ، گوانگ‌دونگ
هویدونگ (به لاتین: Huidong County, Guangdong) یک شهرستان در جمهوری خلق چین است که در هویژو واقع شده‌است.